# Barmenia
Le groupe Barmenia Versicherungen (Barmenia en abrégé) est un groupe d'assurance indépendant basé à Wuppertal. Son nom est dérivé du nom du district de Barmen, ancienne ville qui a fusionné en 1929 avec 4 autres communes pour donner naissance à Wuppertal (359 000 hab.). Le groupe est également le principal sponsor du Bayer Leverkusen, équipe actuellement dirigée par Xabi Alonso, championne de Bundesliga 2023/2024 et finaliste malheureux de Ligue Europa.

## Histoire

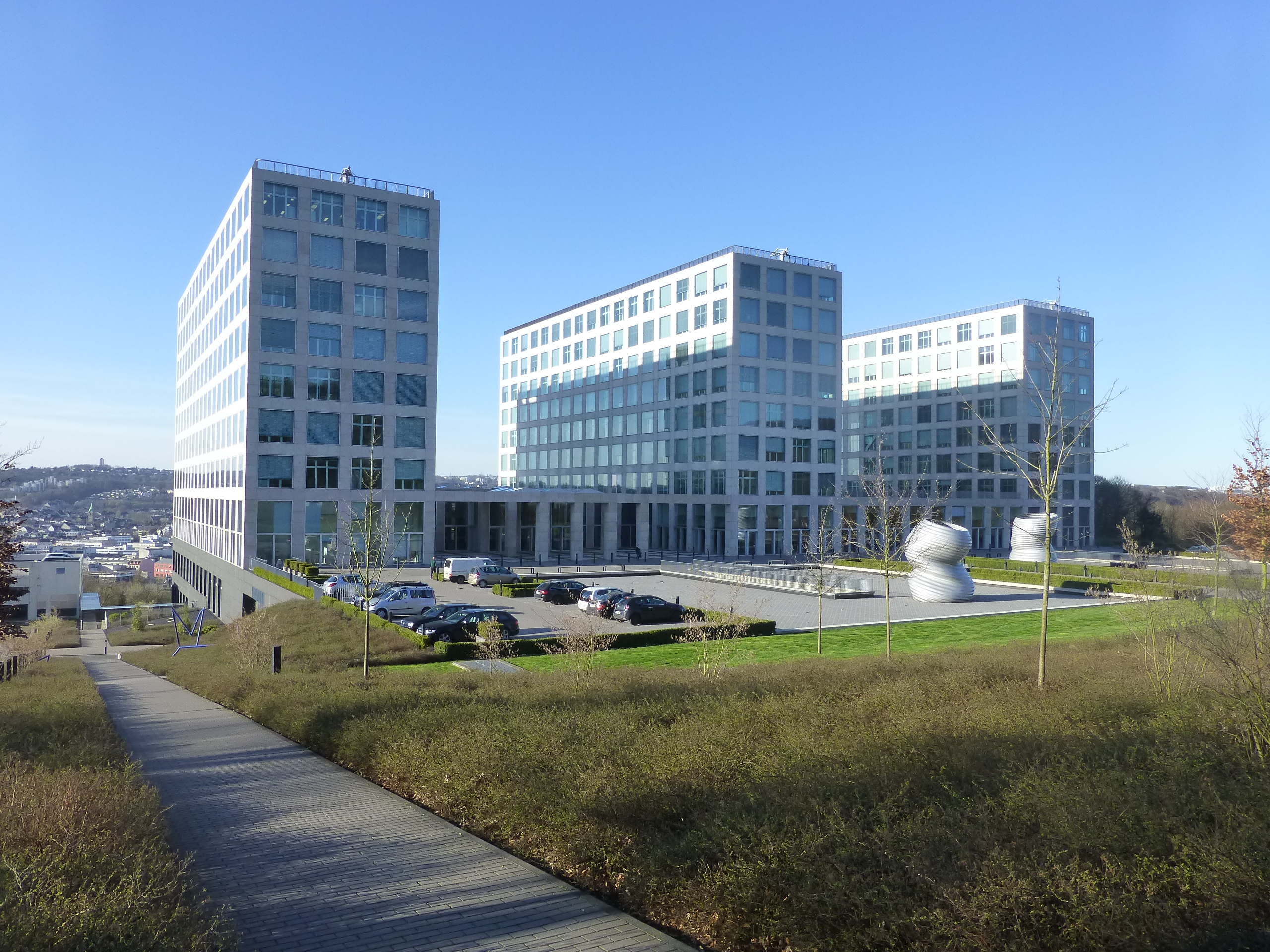
Vue du siège social à Wuppertal

La Barmenia Krankenversicherung AG actuelle a été fondée en 1904 en tant que Caisse de maladies professionnelles à Leipzig. Le domaine d'activité était initialement limité au district de Leipzig . En 1905, le fonds fut nommé Friedrich August Bürgerliche Versicherungsbank a. G. à Leipzig. En 1909, le fonds élargit son domaine d'activité à l'ensemble du royaume de Saxe et devient Friedrich August Sächsische Versicherungsbank a. G. à Leipzig. La fusion avec la Caisse d'assurance maladie des commerçants et artisans du Royaume de Saxe - Mutuelle d'assurance (VaG) de Leipzig a eu lieu en 1923. Dès lors, l'association d'assurances s'appelle Institut d'assurance des fonctionnaires et des professions libérales VaG. Finalement, en 1930, le nom fut changé en Société générale de l'Association de Leipzig pour l'assurance maladie des fonctionnaires et des professions libérales. La compagnie d'assurance-vie a été baptisée Association des mutuelles d'assurance-vie de Leipzig.
En 1922, une autre succursale de la plus grande compagnie d'assurance maladie allemande basée à Barmen (aujourd'hui devenue Wuppertal ), la Barmer Wechselkasse, émerge comme homonyme ultérieur, la Barmenia Versicherungsbank für Mittelstand und fonctionnaires VaG zu Barmen . En 1926, la Barmenia Lebensversicherung-AG zu Barmen est fondée et en 1928 , la Leipziger Sorge Lebensversicherung a. G. En 1931, les deux compagnies d'assurance maladie et vie fusionnèrent. Les sociétés d'assurance maladie Leipziger Verein-Barmenia pour les fonctionnaires, les professions libérales et les moyennes entreprises. G. et Leipziger Verein-Barmenia Lebensversicherung a. G. était basé à Leipzig.
La politique commerciale de la Leipziger Verein-Barmenia Krankenversicherung fut caractérisée par un fort antisémitisme. En 1931, Max Teichmann, membre du conseil d'administration, décrivait les Juifs comme le « pire risque possible »  parce qu'ils auraient délibérément exagéré les symptômes de maladie. À partir de 1932, l'assurance maladie était l'un des sponsors de l'Association nationale d'assurance maladie, qui assurait principalement les membres du mouvement nazi. À partir de décembre 1933, la direction du district de Hambourg n'employa plus de Juifs et ne contracta plus de nouvelles polices d'assurance auprès des Juifs. Au cours des années suivantes, les assurés juifs se virent refuser la participation aux bénéfices et, au début de 1939, la Leipziger Verein-Barmenia Krankenversicherung, le plus grand assureur privé d'Allemagne avec 800 000 assurés, commença à exclure les Juifs en refusant de leur fournir des prestations. Ce n’est qu’en avril 1940 que le Bureau de surveillance du Reich émit un ordre en ce sens. Le « modèle de société nationale-socialiste » a reçu l'agrément pour le nouveau Reichsgau Dantzig-Prusse occidentale, le Luxembourg et la Belgique et a ouvert des bureaux à Katowice et Prague.
Les conséquences de la Seconde Guerre mondiale furent graves pour les deux entreprises. Les compagnies d'assurance privées furent interdites et leurs avoirs confisqués.
Il était devenu impossible pour les entreprises de continuer à travailler dans la zone soviétique. En 1951, la compagnie d'assurance-vie déménagea son siège social à Hambourg et la compagnie d'assurance-maladie à Wuppertal. La Barmenia Allgemeine Versicherungs-AG a été fondée à Wuppertal en 1958. En 1966, la Barmenia Krankenversicherung et la Barmenia Allgemeine ont déménagé à leur emplacement actuel sur la Kronprinzenallee. En 1971, la Barmenia Lebensversicherung a. G. déménage son siège social de Hambourg à Wuppertal. Après la réunification, Barmenia a pu retourner à son siège social à Leipzig, où elle a ouvert un siège de district en 1990. En 2010, le nouveau bâtiment du siège a été inauguré à son emplacement d'origine sur la Kronprinzenallee à Wuppertal , qui s'appelle désormais Barmenia-Allee  depuis mai 2012. Depuis 2016, Barmenia est le sponsor principal et le maillot du club de football de Bundesliga Bayer 04 Leverkusen.

## Champ d'activités
Barmenia est un assureur tous risques. Les domaines les plus prolifiques sont l’assurance maladie, suivie de l’assurance vie. L'entreprise propose également une assurance accident et automobile ainsi qu'une assurance responsabilité civile et des biens. Au total, le groupe a généré un chiffre d'affaires d'environ 2,804 milliards d'euros en 2022, avec un portefeuille de plus de 2,5 millions de contrats d'assurance. Barmenia compte plus de 4 500 employés ainsi que plus de 13 652 courtiers. Plus de 2 000 collaborateurs et 72 apprentis travaillent au siège de Barmenia à Wuppertal. Avec son siège social, 34 bureaux de district, sept bureaux de courtage, 17 bureaux de direction de district et un grand nombre d'agences, Barmenia est présente dans toute l'Allemagne. Le siège social de Wuppertal est certifié climatiquement neutre depuis 2015, c'est-à-dire qu'il compense l'équivalent des 895 tonnes de CO2 qu'il émet. Le groupe a réussi à réduire de 75 % ses émissions de CO2 depuis 2010. En 2015, Barmenia a été félicitée, comme 14 autres entreprises, par le ministre de l'Environnement de l'Etat Rhénanie du Nord-Westphalie (Bundesland NRW) dans le cadre du projet "ÖKOPROFIT".

## Controverse
Le 4 septembre 2012, le magazine télévisé Panorama (le plus ancien en Allemagne) de la chaîne ARD a diffusé un documentaire critiquant l'assurance accident de Barmenia : selon les journalistes, le groupe empêchait ou retardait le paiement des prestations d'assurance.

## Sources
1. ↑  Max Teichmann, Das Risiko in der privaten Krankenversicherung, in: Assekuranz-Jahrbuch 50 (1931),
S. 126. Zitiert nach Ingo Böhle: Juden können nicht Mitglieder der Kasse sein – Versicherungswirtschaft und die jüdischen Versicherten im Nationalsozialismus am Beispiel Hamburg, S. 24
2. ↑  Ingo Böhle: Juden können nicht Mitglieder der Kasse sein – Versicherungswirtschaft und die jüdischen Versicherten im Nationalsozialismus am Beispiel Hamburg, S. 24 (PDF; 710 kB)
3. ↑  Tobias Romberg: Als die Barmenia braun war. In: Die Zeit. 13. November 2008, S. 37
4. ↑  Barmenia Krankenversicherung a. G.: Die Geschichte der Barmenia. Wuppertal 2004.
5. ↑  Henrik Günther: Die Barmenia hat eine eigene Allee. In: Westdeutsche Zeitung, 4. Mai 2012, abgerufen am 19. September 2012.
6. ↑  Angebotsübersicht
7. ↑  Kurzprofil
8. ↑  Geschäftszahlen und Anschriften der Hauptverwaltungen, Bezirks- und Maklerdirektionen im Geschäftsbericht
9. ↑  Klimaneutrale Hauptverwaltungen
10. ↑  Auszeichnung NRW-Umweltminister
11. ↑  Christian Deker, Christoph Lütgert, Sabine Puls, Kristopher Sell: Die Nein-Sager.